# باشگاه فوتبال ژتیسو
باشگاه فوتبال ژتیسو یک باشگاه فوتبال در شهر تالدی‌قورغان، قزاقستان است که در سال ۱۹۸۱ تأسیس شده‌است.

## هم‌اکنون
ژتیسو در فصل ۲۰۲۱–۲۰۲۲ در رتبه چهاردهم لیگ برتر قزاقستان ایستاد و به لیگ دسته یک قزاقستان سقوط کرد
این تیم هم‌اکنون در فصل ۲۰۲۲–۲۰۲۳ در لیگ دسته یک قزاقستان بازی می‌کند

## بازیکنان مشهور
سرور جپاروف

## افتخارات
قهرمانی لیگ برتر فوتبال قزاقستان (۱): ۲۰۰۶